# Vladímir Békhterev
Vladímir Békhterev (rus: Владимир Михайлович Бехтерев)  (Saralı, 20 de gener de 1857 (Julià) - Moscou, 24 de desembre de 1927) va ser un neuròleg, neurofisiòleg i psiquiatre rus.
Va ser professor a les universitats de Kazan (1885) i Peterburg (1893). Independentment d'Ivan Pàvlov va desenvolupar una teoria dels reflexos condicionats en la qual va analitzar els reflexos hereditaris i els adquirits i es va dedicar a la investigació de l'espondilitis anquilosant, contribuint al seu diagnòstic.

## Primers anys de vida
Vladímir Békhterev va néixer a Sorali, un poble del governat de Vyatka de l'Imperi Rus entre el riu Volga i les muntanyes Urals. El pare de Bekhterev - V.M. Mikhail Pavlovitx - era un oficial de policia del districte; la seva mare, Maria Mikhailovna - era filla d'un conseller titular, va ser educada en un internat que també va oferir lliçons de música i llengua francesa. Al costat de Vladimir tenien dos fills més a la família: Nikolai i Aleksandr, majors que ell durant 6 i 3 anys respectivament. El 1864 la família es va traslladar a Vyatka, i en un any el cap de la família va morir de tuberculosi quan Bekhterev encara era molt jove. Si bé la seva infància no va ser senzilla, Bekhterev va tenir l'oportunitat d'assistir al gimnàs de Vyataka el 1867, una de les escoles més antigues de Rússia, així com l'Acadèmia Mèdica Militar de Sant Petersburg el 1873. Després va estudiar a l'Acadèmia de Medicina quirúrgica de Sant Petersburg on va treballar sota el professor Jan Lucjan Mierzejewski (pl). Va ser aquí on es va despertar l'interès de Bekhterev per la neuropatologia disciplinària i la psiquiatria.

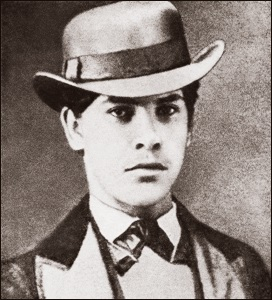
Bekhterev in 1873, aged 16

Rússia anà a la guerra amb l'Imperi Otomà el 1877. Bekhterev es va apartar dels estudis per ajudar a l'esforç de guerra fent voluntariat amb un destacament d'ambulàncies. Després de la guerra, va tornar a l'escola. Mentre assistia a l'escola, Bekhterev va treballar com a metge menor a la clínica de malalties mentals i nervioses als Instituts de millora del Medic. Aquí va començar a realitzar el seu treball experimental. El 1878, Bekhterev es va graduar a l'Acadèmia de Medicina i Cirurgia de Sant Petersburg amb un títol similar al de Llicenciat en Medicina. Després de graduar-se, Bekhterev va treballar a la Clínica Psiquiàtrica de Sant Petersburg. on es va inspirar per començar a estudiar l'anatomia i la fisiologia del cervell, l'àrea en la qual posteriorment realitzaria algunes de les seves aportacions més notables. Va ser també durant aquest temps que Bekhterev es va casar amb Natalya Bazilevskaya.
El 1880, Bekhterev va començar a publicar la seva investigació. Un dels seus treballs anteriors va descriure problemes socials russos. En aquest treball, va escriure assajos en què es descriuen les característiques individuals dels Votyaks (Udmurts), un poble finno-ugric sota domini rus que viu a la República de Udmurt entre els rius Vyatka i Kama. Aleshores, el 4 d'abril de 1881, Bekhterev va defensar amb èxit la seva tesi doctoral, "Estudis clínics de la temperatura en algunes formes de trastorns mentals", i va obtenir el seu doctorat a l'Acadèmia Medicoquirúrgica de Sant Petersburg. Aquest doctorat va permetre a Bekhterev convertir-se en un "docent privat" o professor associat, on va fer conferències sobre el diagnòstic de malalties nervioses.